# 埼玉大学经济短期大学部
埼玉大学经济短期大学部（日语：／ Saitama Daigaku Keizai Tanki Daigakubu *），简称经短，是过去一所位于日本埼玉县浦和市的国立短期大学。

## 概要

### 简介
- 短期大学为于1954年开办、招生到1992年、停办于1997年[1][2]。

### 历史
- 1954年 埼玉大学经济短期大学部成立并同时设置经济学科。
- 1980年 经济学科分离为两个专攻、以下列举。
  - 经济专攻
  - 经营专攻
- 1992年 最后一年招生、次年停止招生（正式停办于1997年3月31日[1]）

## 学校环境
- 校区：在了埼玉县浦和市[注 1]

## 历任校长
- 新关良三：第一代短期大学校长[2]
- 堀川清司：：最后短期大学校长[2]

## 组织

### 学科
- 经济学科　
  - 经济专攻
  - 经营专攻

### 专科
| - 没有 |

### 业余课程
| - 没有 |

## 知名校友
- 穗坂邦夫：政治人物

## 相关链接
- 日本短期大学列表